# Пуебла (щат)
Вижте пояснителната страница за други значения на Пуебла.
Пуебла (на испански: Puebla) е щат в централно Мексико. Пуебла се намира на изток от Мексико Сити. Пуебла е с население от 5 377 800 жители (2003), а общата площ на щата е 33 902 км², което го прави двайсет и първият по големина щат в Мексико. Столицата на Пуебла също се казва Пуебла.